# 明治村 (鳥取県八頭郡)
明治村（めいじそん）は、鳥取県八頭郡にあった自治体である。1896年（明治29年）3月31日までは八上郡に属した。

## 概要
現在の鳥取市河原町湯谷・河原町小畑・河原町弓河内（ゆみごうち）・河原町北村に相当する。千代川支流の曳田川流域、および高山・高鉢山の東麓に位置した。
村名は明治期に成立した村であることによる。なお気高郡にも同名の明治村が存在しており、当村の大字北村と気高郡明治村大字河内が隣接していた。
藩政時代には鳥取藩領の八上郡曳田郷（ひけたのごう）に属する湯谷村・小畑村・弓河内村・北村があった。

## 沿革
- 1881年（明治14年）9月12日 - 鳥取県再置。
- 1883年（明治16年）3月 - 曳田村（後の曳田村→八上村大字曳田）に置かれた連合戸長役場の管轄区域となる[5]。
- 1889年（明治22年）10月1日 - 町村制の施行により、湯谷村・小畑村・弓河内村・北村が合併して村制施行し、八上郡明治村が発足。旧村名を継承した4大字を編成。五総村および曳田村との組合役場を五総村大字中井村に設置[4][6][7]。
- 1893年（明治26年）3月1日[6]、または4月20日[8] - 曳田村が組合村を離脱したことに伴い、五総村明治村組合役場となる。
- 1896年（明治29年）4月1日 - 郡制の施行により、八上郡・八東郡・智頭郡の区域をもって八頭郡が発足し、八頭郡明治村となる。
- 1915年（大正4年）1月1日 - 「明治村大字◯◯村」から大字の「村」を削除し、「明治村大字◯◯」と改称[9]。
- 1915年（大正4年）4月1日 - 五総村と合併して西郷村が発足。同日明治村廃止[10]。

## 行政
- 歴代五総村明治村組合村長については五総村を参照。

## 教育
- 明治尋常小学校：1908年（明治41年）に修徳尋常高等小学校（現・鳥取市立西郷小学校）に合併し、その分教場となる[4]。

## 備考
1915年（大正4年）に改称された大字のうち、大字北は河原町発足後の1955年（昭和30年）9月1日に再び大字北村と戻した。